# 印度の放浪児
『印度の放浪児』（いんどのほうろうじ、Kim）は、1950年のアメリカ合衆国の冒険映画。ラドヤード・キップリングによる小説『少年キム』を原作とし、ヴィクター・サヴィルが監督した。出演はエロール・フリンなど。

## キャスト
- 赤髭アリ: エロール・フリン（吹替: 中村正）
- キム: ディーン・ストックウェル（吹替: 山本嘉子）
- 旅僧: ポール・ルーカス（吹替: 高塔正康）
- クレイトン大佐: ロバート・ダグラス（英語版）（吹替: 梓欣造）
- 使者役: トーマス・ゴメス
- ハーリー: セシル・ケラウェイ
- サーヒブ: アーノルド・モス（英語版）
- ヴィクター神父: レジナルド・オーウェン（英語版）
- ラルリ: ローレット・ルエズ（英語版）

※日本語吹替: テレビ版・初回放送1970年7月27日『月曜ロードショー』

## スタッフ
- 監督: ヴィクター・サヴィル（英語版）
- 製作: レオン・ゴードン、ヴィクター・サヴィル
- 原作: ラドヤード・キップリング
- 脚本: リチャード・シェイヤー（英語版）
- 脚色: レオン・ゴードン、ヘレン・ドイッチュ（英語版）
- 撮影: ウィリアム・V・スコール（英語版）
- 編集: ジョージ・ベームラー（英語版）
- 音楽: アンドレ・プレヴィン